# Samuel Joseph Aquila
Samuel Joseph Aquila (Burbank, 24 settembre 1950) è un arcivescovo cattolico statunitense, dal 29 maggio 2012 arcivescovo metropolita di Denver.

## Biografia
Samuel Joseph Aquila è nato a Burbank, California, il 24 settembre 1950.

### Formazione e ministero sacerdotale
Ha completato gli studi filosofici e teologici presso il seminario "San Tommaso" a Denver.
Il 5 giugno 1976 è stato ordinato presbitero per l'arcidiocesi di Denver. In seguito è stato vicario parrocchiale della parrocchia di Santa Maria a Colorado Springs dal 1976 al 1979 e della parrocchia di Cristo Re a Denver dal 1979 al 1982; parroco della parrocchia degli Angeli Custodi a Denver dal 1982 al 1987 e vicario foraneo e membro del consiglio presbiterale dal 1986 al 1987. Dal 1987 al 1990 ha compiuto gli studi per la licenza in teologia sacramentaria al Pontificio ateneo Sant'Anselmo a Roma. Tornato in patria è stato direttore dell'ufficio liturgico, maestro delle cerimonie e condirettore dell'ufficio per la formazione permanente del clero dal 1990 al 1994; segretario per l'educazione cattolica dell'arcidiocesi dal 1994 al 1999 e rettore del seminario teologico "San Giovanni Maria Vianney" di Denver dal 1999 al 2001.
Nel 2000 è stato nominato prelato d'onore di Sua Santità.

### Ministero episcopale
Il 12 giugno 2001 papa Giovanni Paolo II lo ha nominato vescovo coadiutore di Fargo. Ha ricevuto l'ordinazione episcopale il 24 agosto successivo dall'arcivescovo metropolita di Saint Paul e Minneapolis Harry Joseph Flynn, co-consacranti l'arcivescovo metropolita di Denver Charles Joseph Chaput e il vescovo di Fargo James Stephen Sullivan. Il 18 marzo dell'anno successivo è succeduto alla medesima sede.
Dal 2005 al 2006 è stato amministratore apostolico della diocesi di Sioux Falls.
Nel marzo del 2012 ha compiuto la visita ad limina.
Il 29 maggio 2012 papa Benedetto XVI lo ha nominato arcivescovo metropolita di Denver. Ha preso possesso dell'arcidiocesi il 18 luglio successivo con una messa nella basilica cattedrale dell'Immacolata Concezione a Denver.
In seno alla Conferenza dei vescovi cattolici degli Stati Uniti è membro del comitato per il clero, la vita consacrata e le vocazioni.
Fa parte del consiglio di amministrazione del programma Fellowship of Catholic University Students.

## Genealogia episcopale e successione apostolica
La genealogia episcopale è:
- Cardinale Scipione Rebiba
- Cardinale Giulio Antonio Santori
- Cardinale Girolamo Bernerio, O.P.
- Arcivescovo Galeazzo Sanvitale
- Cardinale Ludovico Ludovisi
- Cardinale Luigi Caetani
- Cardinale Ulderico Carpegna
- Cardinale Paluzzo Paluzzi Altieri degli Albertoni
- Papa Benedetto XIII
- Papa Benedetto XIV
- Papa Clemente XIII
- Cardinale Marcantonio Colonna
- Cardinale Giacinto Sigismondo Gerdil, B.
- Cardinale Giulio Maria della Somaglia
- Cardinale Carlo Odescalchi, S.I.
- Cardinale Costantino Patrizi Naro
- Cardinale Lucido Maria Parocchi
- Papa Pio X
- Papa Benedetto XV
- Papa Pio XII
- Cardinale Francis Joseph Spellman
- Cardinale Terence James Cooke
- Vescovo Howard James Hubbard
- Arcivescovo Harry Joseph Flynn
- Arcivescovo Samuel Joseph Aquila

La successione apostolica è:
- Vescovo Stephen Jay Berg (2014)
- Vescovo Jorge Humberto Rodríguez-Novelo (2016)
- Vescovo Steven Robert Biegler (2017)
- Vescovo James Robert Golka (2021)